# 도파관

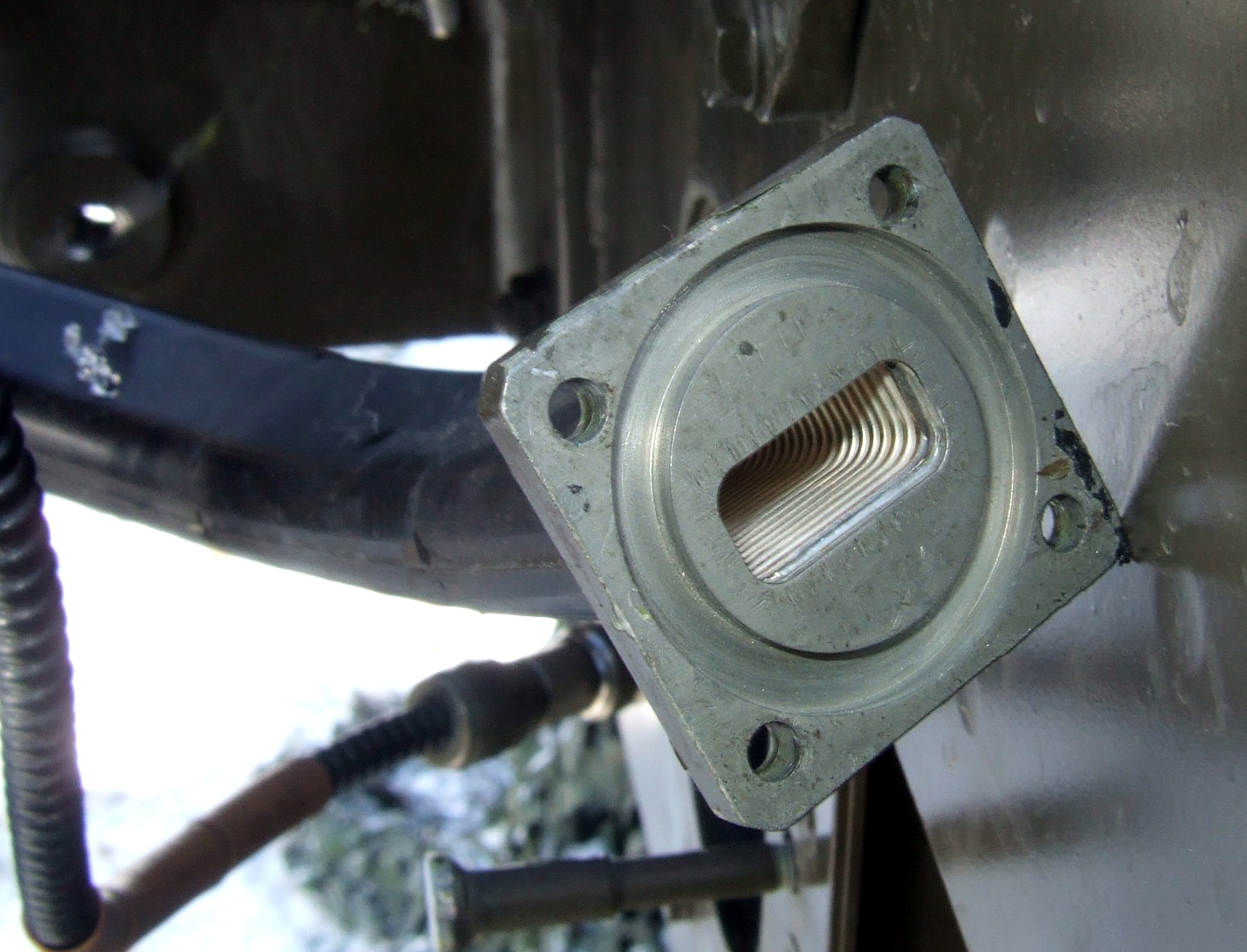

도파관의 구조는 전자기파나 음파의 확장을 1차원 또는 2차원으로 제한하여 파동을 안내하도록 되어 있다. 이것은 운하 내부의 제한된 물결이나 총알에 최대한의 에너지를 전달하기 위해 고온 가스의 팽창을 제한하는 총구를 가지는 총에게도 적용된다.만약 도파관이 없으면, 파동의 진폭은 3차원 공간으로 확장함에 따라 역제곱 법칙으로 감소하게 된다.
여러 파동의 종류만큼 각각의 도파관이 존재하는데,최초이자 가장 일반적인 종류의 도파관은 전파,특히 마이크로파를 운반하는데 속이 빈 전도성 금속 파이프를 이용한다.
도파관의 기하학은 그 기능을 반영한다. 슬래브 도파관은 1차원, 섬유나 채널 도파관은 2차원으로 한정하는데, 전송 파동의 주파수도 도파관의 형태를 의미한다. 고주파 빛을 안내하는 광섬유는 훨씬 낮은 주파수의 전자파를 안내하지 않는다. 경험으로 보건데, 도파관의 폭은 유도된 파동의 파장에 따라 동일한 크기가 되어야 한다.
자연적으로 생성된 일부 구조물도 도파관으로 작용할 수 있다.소파 채널층은 엄청난 거리에 걸쳐서 고래의 노래를 안내할 수 있다

## 작동 원리
파동은 모든 방향으로 빈 공간에 원형의 파동으로써 전파한다. 파동의 힘은 근원으로부터 거리 R의 제곱으로 떨어진다.(역제곱 법칙). 도파관은 전파할 파동을 이상적인 조건으로 하여 일차원적으로 제한하고, 파동은 전파하는 동안 힘을 잃지 않는다. 벽에서의 전체 반사 때문에, 파동은 도파관의 내부를 제한한다.

## 역사
파동을 안내하기 위한 첫 번째 구조물은 1893년에 조지프 존 톰슨에 의해 제안되었다. 그리고 1894년에 최초로 올리버 로지에 의해 실험되었다. 처음 금속 실린더 속의 전자기파의 수학적 분석은 Lord Rayleigh에 의해 1897년에 수행되었다. 음파는 , 레일리 경이 완전한 전파 형식의 수학적 분석을 ‘소리의 이론’으로 발표했다. Jagadish Chandra Bose는 밀리미터 파장을 사용한 도파관을 연구했고, 그리고 1897년에 영국의 왕립협회에 서술된 그의 연구를 Kolkata에 의해 수행되었다.
유전의 도파관 연구는 1920년대 초기부터 몇몇의 사람들, 그들 중 유명한 Rayleigh, somner feld 그리고 Delye에 의해 시작되었다. 광섬유는 1960년대 통신사업의 중요성 때문에 특별한 관심을 받기 시작했다.
라디오 통신의 발전은 처음에 작은 주파소에서 나타났다. 왜냐하면 이것들은 더 큰거리를 더 쉽게 전파할 수 있었기 때문이다. 긴 파장들은 부정확하게 큰 지름의 튜브들이 필요했기 때문에이러한 맞지 않는 주파수를 번 금속 도파관 안에서 사용하려고 만들었다. 결과적으로 빈 금속 도파관 연구를 피했고, 그리고 Lord Rayleigh의 작업이 그 당시에는 잊혀져 다른 이들에 의해 발견되어 져야만했다. 실용적인 수사는 1930년대에 George C. Southnorth가 Bell의 실험실에서 그리고 Wilmer L. Barrow가 MIT에서 다시 시작했다. Southnorth는 처음에 종이로부터 파동으로 유전학적 막대들을 이론으로 가져왔다. 왜냐하면 그는 Lord Rayleigh의 작업을 몰랐기 때문이다. 이것은 어느정도 그를 잘못 이끌었다; 그의 실험들이 실패했다. 왜냐하면 그는 Lord Rayleigh의 결과 중 이미 찾은 주파수를 끊는 도파관의 사건을 알아차리지 못했기 때문이다. 심오한 이론의 작업은 John R. Carson 과 Sallie P. Mead에 의해 일어났다. 이 작업은 주파수의 손실이 줄게 하는 원형의 도파관 TE01 모드를 발견하는 것을 이끌었고, 동시에 이것은 긴 서리의 통신을 위한 구성형식의 심오한 도전자였다.

세계2차 대전의 전파탐지기의 중요성은 적어도 동맹국 쪽에서 도파관 연구에 큰 자극을 주었다. 자전관은 1940년에 John Randall과 Harry Boot가 영국의 Birmingham 대학교에서 발전되었고, 실현 가능한 전파탐지기를 만들었다. 가장 중요한 연구의 중심은 MIT의 방사능 실험실에서 실험했지만 많은 다른 것들은 미국에서 이루어졌고, 예를 들어, 영국은 통신연구 설립제가 있다. 기초 그룹의 (방사선 실험) 리더는 Edward Mills Purcell이다. 긔의 연구원들은 Julian Schwinger, Nathan Marcuvitz, Carol Gray Montgomery 그리고 Robert H. Dicke가 있었다. 대부분의 방사능 연구실의 일은 순환 이론의 기준이 분석될 수 있도록 하는 도파관의 구성요소인 집중된 기초의 도파관 건축들을 찾는 것이었다. Han Bethe는 또한 간단하게 방사능 연구실에 있었지만, 거기 있는 동안 그는 도파관 구멍 여과장치의 중요성을 증명하는 중요한 그의 작은 구명 이론을 처음 그곳에서 발전시켰다. 반면에, 독일은, 전쟁이 늦어질 때까지 전파탐지기의 도파관 잠재력을 매우 무시했다. 가라앉은 영국 비행기의 레이다 부품들이 Siemens과 Halske에게 분석을 위해 보내지도록 할 때 그들이 전자파의 구성요소로써 인식될지라도, 그들의 목적은 확인되지 않았다. 
그 당시 독일에서는 극초단파 기술이 무시되었는데, 전자전에는 아무 쓸모가 없다고 판단해서, 이 분야에 대한 연구를 허가하지 않았다.— H. Mayer, Siemens & Halske의 전시 부회장

 심지어 학자들은, 이것을 중요한 것으로 여기지 않아서, 이 분야에 대한 연구를 공개적으로 출판할 수 있었다.
2차 세계대전 직후,도파관은 마이크로파 영역에서 선택한 기술이었다. 하지만, 몇가지 문제가 있었는데, 부피가 크고, 생산비용이 비쌋으며, 주파수 차단 효과로 인해 광대역 장치 생산이 힘들었기 때문이다. 릿지드 도파관은 대역폭을 옥타브 이상으로 증가시킬 수 있었지만, 동축 도체와 같은 TEM 모드( 비 도파관)에서 작동하는 기술이 대신 사용되었는데, 왜냐하면 주파수 차단이 발생하지 않았기 때문이다. 차폐된 직사각형 도체도 사용할 수 있고, 동축 케이블이 비해 제조상의 이점이 있어 평면 기술(스트립 선로와 마이크로 스트립)의 선구자로 볼 수 있지만, 인쇄 회로가 도입된 이후에나 평면 기술이 사용되었다. 하지만 도파관은 여전히 위성 대역(Ku-Band)에서부터 더 높은 마이크로파 대역까지 선호되고 있다.

## 용도
신호를 전송하는 도파관의 용도는 용도가 만들어지기 이전에 알려졌다. 견고한 와이어에 의해 음파가 안내되는 현상은 동굴이나 의료용 청진기와 같은 속이 빈 관을 통해 오래 전부터 소리로 알려져 있었다. 도파관의 다른 용도는 라디오나 레이다 같은 광학 장비의 시스템 구성 요소간에 전력을 전송하는데 쓰인다. 도파관은 비파괴 검사의 여러 방법 중 하나인 유도파 검사(GWT)의 기본 원리이다.
예시:
- 광섬유는 낮은 감쇠와 넓은 파장 범위로 빛과 소리를 먼 거리로 전송한다.
- 전자레인지에서 도파관은 파동이 형성되는 마그네트론에서 요리 챔버로 전력을 전달한다.
- 레이다에서, 도파관은 라디오 주파수 에너지를 안테나에서 송신하고 수신하는데, 여기서 임피던스는 효율적인 전력 전송을 위해 일치되어야 한다. (아래 참조)
- 직사각형 및 원형 도파관은 전력 증폭기/송신기의 전자 장치와 포물선 모양의 접시의 피드를 연결하는데 일반적으로 사용된다.
- 도파관은 재료 및 물체의 광학, 음향, 탄성을 측정하기 위해 과학 기기에서 사용된다. 도파관은 의료용 초음파 기기처럼 표본과 연결시킬 수 있으며, 이때 도파관은 시험 파동의 힘이 보존되는 것을 보장하거나 표본이 도파관 안쪽에 놓여있을 것이다. 이는 유전 상수 측정과 같이, 작은 물체를 시험할 수 있고, 정확성이 더욱 높다.
- 송전선은 매우 일상적으로 쓰이는 특정한 도파관의 종류중 하나이다.

### 전달 모드와 컷오프 주파수
전달 모드는 영역을 구속하는 기하학적 모양과 재료에 의한 일련의 경계 조건을 따라 헬름 홀츠 방정식을 해결함으로써 계산된다. 무한대의 길고 일정한 도파관에 대한 일방적인 가정은 그 전파의 전달 형식을 가정할 수 있다. 즉, 전파 방향에 의존한다 라고 알려져 있다. 더 구체적으로 말하면, 일반적인 접근법은 먼저 알려지지 않은 주파수 F에서 무한히 긴 단일 톤 신호를 완전히 설명할 수 있는 모든 시간 변동 필드 {\displaystyle u(x,y,z,t)}를 교체하는 것이다.(정밀하게 카를레시안 구성 요소를 설명하는.)그리고 helmholtz방정식과 경계조건을 다시 쓰는 것이다.

### 임피던스 매칭
회로 이론에서, 임피던스는 교류의 경우 전기 저항을 일반화하는 것이며, 옴({\displaystyle \Omega })으로 측정된다. 회로 이론의 도파관은 길이와 특성 임피던스를 가진 전송선으로 설명된다. 다시 말해, 임피던스는 회로 구성 요소(이 경우 도파관)의 전압 대 전류 비율을 나타냅니다. 이 도파관의 기술은 원래 교류 용이를 위해서였지만, 파도와 재료 특성(예: 압력, 밀도, 유전 상수)이 전기 용어(예: 흐름, 임피던스)로 적절히 변환되는 경우 전자파와 음파에도 적합하다.
임피던스 매칭은 전기회로의 구성 요소가 연결되어 있는 경우(예:안테나에 연결된 도파관) 중요하다. 임피던스 비율에 따라 전달되는 파형의 양과 반사되는 양이 결정된다. 도파관을 안테나에 연결하는 데에 있어서 일반적으로 완벽한 전송이 필요하다, 따라서 그들의 임피던스와 일치하도록 하는 노력이 필요하다.
반사 계수는 다음을 사용해 계산할 수 있다: {\displaystyle \Gamma =\left({\frac {Z_{2}/Z_{1}-1}{Z_{2}/Z_{1}+1}}\right)}, 여기서 {\displaystyle \Gamma }는 반사 계수이고(o는 전체 전송을 나타내고, 1은 전체선택, 0.5는 들어오는 전압의 절반의 반사), {\displaystyle Z_{1}}과 {\displaystyle Z_{2}}는 각각 첫 번째(파형이 들어오는 곳)와 두 번째 구성요소의 임피던스이다.
임피던스 불일치는 들어오는 파형에 추가된 반사된 파형을 생성한다, 그리고 그것은 일어나는 파형을 생성한다. 임피던스 불일치는 또한 스탠드 파형 비율(SWR 또는 전압VSWR)로 수량화할 수 있다, 그리고 그것은{\displaystyle VSWR={\frac {|V|_{max}}{|V|_{min}}}={\frac {1+|\Gamma |}{1-|\Gamma |}}}에 의한 반삭PTn와 임피던스 비율과 연결되어 있습니다. 여기서 {\displaystyle \left|V\right|_{min,max}}는 완전한 전압 절댓값의 최솟값과 최댓값이고, VSWR은 파형 비율을 올리는 전압이고, 1의 값은 전체 통과를 나타내며, 반사 및 오르는 파형이 없는 상태를 나타내는 반면, 매우 큰 값은 높은 반사 및 선 파형 패턴을 의미한다.

## 전자기 도파관
도파관은 전자기 스펙트럼의 넓은 부분에 전파를 전달하도록 구성 될 수 있지만 특히 전자 레인지 및 광 주파수 범위에서 유용하다.
주파수에 따라 전도성 또는 유전성 물질로 구성 할 수 있다.
도파관은 전원 및 통신 신호를 전송하는 데 사용된다.

## 광학 도파관
광 주파수에서 사용되는 도파관은 전형적으로 유전체 도파관이며, 높은 유전율을 갖는 유전체 물질, 따라서 높은 굴절률이보다 낮은 유전율을 갖는 물질로 둘러싸인 구조이다.구조는 내부 전반사에 의해 광파를 안내한다. 광 도파관의 예는 광섬유이다.
다른 유형의 광 도파관도 사용되며, 여기에는 몇 가지 별개의 메커니즘 중 하나를 사용하여 파동을 안내하는 광결정 광섬유가 포함된다. 반사율이 높은 내부 표면을 갖는 중공 관 형태의 가이드는 또한 조명 용도의 광 파이프로 사용되어왔다. 내부 표면은 광택을 가진 금속 일 수도 있고, 브래그 반사 (이것은 광결정 광섬유의 특별한 경우이다)에 의해 광을 안내하는 다층 필름으로 덮여 질 수도 있다.
하나는 전체 내부 반사를 통해 빛을 반사하는 파이프 주변에 작은 프리즘을 사용할 수도 있습니다. 프리즘 케이스의 프리즘 코너에서 일부 빛이 누출된다.

## 음향 도파관
음향 도파관은 음파를 인도하기위한 물리적 구조이다. 소리 전파를 위한 덕트는 또한 전송선처럼 작동한다.
덕트에는 음향 전파를 지원하는 공기와 같은 일부 매체가 들어 있다.

## 수학 도파관
도파관은 엄밀히 말하면 수학적 관점에서 흥미로운 연구대상이다.
도파관 (또는 관)은 파동 함수가 경계에서 0과 같아야하고 허용된 영역은 모든 차원에서 유한 한 (즉, 무한히 긴 원통이 예제이다) 웨이브 방정식의 유형 o 경계 조건으로 정의된다. 이러한 일반적인 조건에서 많은 흥미로운 결과가 입증 될 수 있다. 팽창 (튜브 폭이 증가하는 곳)이 있는 모든 튜브는 적어도 하나의 바운드 상태를 허용한다는 것이 밝혀졌다. 이것은 변이 원리를 사용하여 보여 질 수 있다. 제프리 골드스톤 (Jeffrey Goldstone)과 로버트 제프 (Robert Jaffe)의 흥미로운 결과는 일정한 폭의 꼬임이 꼬인 상태의 모든 튜브가 바운드 상태임을 인정하는 것이다.

## 소리 합성
소리 합성은 디지털 지연선을 계산 요소로 사용하여 관악기 튜브 및 현악기의 진동 선을 시뮬레이션한다.

## 같이 보기
- 원편파
- 직교모드편파분리기
- 편광